# Kamila z Tuluzy
Kamila z Carcassonne (lub Kamela, fr. Camille à Carcassonne, lub Camelle de Carcassonne, także Kamila z Tuluzy, zm. w XIII wieku) – francuska święta Kościoła katolickiego, cysterka, czczona lokalnie w miejscowości Sainte-Camelle w Langwedocji.

## Życie
Kamila mieszkała w Carcassonne w czasach albigensów w Hrabstwie Tuluzy. Kilka kilometrów na południe od miasta, w miejscowości Ladern-sur-Lauquet, znajdował się jeden z pierwszych klasztorów cysterek, Opactwo Sainte-Marie de Rieunette, ufundowane w 1162 roku. Opiekę nad nim sprawowało męskie Opactwo Sainte-Marie de Villelongue w Saint-Martin-le-Vieil, pozostające w ostrym konflikcie z albigensami. W pewnym czasie siostry zostały zmuszone przez albigensów do opuszczenia klasztoru . Kamila poniosła śmierć, broniąc swej czci przed napastnikami. Ścigana, wolała rzucić się do studni , bądź też została do niej wrzucona , w miejscowości leżącej około 25 kilometrów na północny zachód od Carcassonne .

## Kult
Miejsce śmierci św. Kamili stało się celem pielgrzymek, a wieś zmieniła nazwę na Sainte-Camelle. W tamtejszym kościele, za głównym ołtarzem, jest kaplica pod wezwaniem św. Kameli, która pierwotnie była małym kościołem. Znajdują się w niej relikwie i figura świętej. Obok kościoła, przy drodze, znajduje się Święta Fontanna, z której czerpią wodę pielgrzymi, uważając, iż ma cudowne właściwości. Są tam też ślady dawnych budowli jakiegoś klasztoru. Na północnej ścianie kościoła widnieje napis: Oto Bóg ukoronował świętą Kamelę. Do miejsca tego pielgrzymowały m.in. królowe Francji Maria Teresa i Maria Antonina, jedna z księżnych de Berry i inne arystokratki . W 1819 roku księżna Angoulême Maria Teresa Charlotta Burbon ofiarowała znaczną donację swej biżuterii na rzecz tego kościoła. Wstawiennictwa św. Kameli upraszano szczególnie w intencji dobrego porodu i rozwoju małych dzieci . Wspomnienie liturgiczne św. Kamili z Carcassone jest obchodzone 16 września .

## Źródła
Kamila z Carcassonne nie jest wymieniana w kalendarzu rzymskim, w martyrologium rzymskim czy Bibliotheca Hagiographica Latina, ani w katalogach świętych zakonu cystersów, znanych bollandystom. Wspomina ją XIV-wieczne, francuskie Martyrologium Castellanusa:

Prope Mirapicum, S. Camellae virginis, Ordinis Cisterciensis, martyrio coronatae ab Albigensibus.

Więcej informacji, zwłaszcza odnośnie do jej kultu, podał w XVII wieku teolog z Tuluzy Simon Peyronet. Dodał on też jednak, iż święta Kamela czczona jest w kościele św. Katarzyny, na przedmieściu Tuluzy, gdzie też spoczywa jej ciało. Ponieważ o kulcie świętej Kameli w tym miejscu pisał już w 960 roku, biskup diecezji tuluskiej Hugon, bollandyści podali w wątpliwość fakty dotyczące św. Kamili z czasów albigensów, której relikwie spoczywają w Sainte-Camelle, stwierdzając na tej podstawie w Acta Sanctorum, iż wszystko co dotyczy kultu tej świętej wydaje się niepewne, nie analizując możliwości istnienia dwóch świętych męczennic o tym samym imieniu, jednej w Tuluzie, a drugiej w Sainte-Camelle.